# Chợ tình Sa Pa
Phần lớn các dân tộc như Mông, Dao, Tày, Giáy...cư trú tại Sa Pa, đều sống theo thung lũng Mường Hoa, nơi mà con sông Mường Hoa bắt nguồn từ những con suối nhỏ từ đỉnh núi Fansipan. Nước từ con suối giúp cho cộng đồng người thiểu số tại đây canh tác nông nghiệp, cũng như sinh hoạt hàng ngày. Đường đi trước đây khá là hiểm trở, thường là lối mòn cho người và gia súc đi lại. Bản của người dân tộc thường cách khá xa trung tâm thị trấn Sa Pa. Để đi tới chợ bằng đường mòn, thường mất khoảng 12 tiếng hoặc nửa ngày. Vì thế mọi người thường đi xuất phát từ ngày hôm trước (tức ngày thứ bảy) và ngủ qua đêm tại thị trấn, để dễ dàng cho buôn bán vào phiên chợ ngày chủ nhật. Chính vì thế đêm thứ Bảy thường rất là náo nhiệt. Người già vui vẻ đi thăm hỏi bạn bè, lớp trẻ có cơ hội để tiếp xúc và làm quen với bạn khác giới. Điểm đặc biệt là mọi người kết bạn qua tiếng Khèn, tiếng Sáo... Trong đó có chứa đựng tình cảm mà họ muốn thổ lộ. Thời trước thị trấn Sa Pa có rất ít nhà nghỉ và người dân trong bản cũng không có điều kiện để sử dụng dịch vụ lưu trú này, hầu hết đều trú tại cửa các khu nhà cổ có tường dầy khoảng 60 cm đủ để che mưa gió chỉ cần chiếc ô đen là có chỗ tâm sự ấm áp qua đêm vì vậy khi đến Sa Pa những năm 1990 đến năm 2000 bạn vẫn có thể thấy sinh hoạt văn hóa này.
Chợ tình được duy trì khá lâu cho tới ngày nay, nhưng hiện tại cuộc sống hiện đại đã làm cho chợ tình mất đi vẻ vốn dĩ của nó.
Những con đường trải nhựa đã thay thế cho những con đường mòn, mọi người cũng không phải tới đây từ hôm trước, vì thay vào đó họ sẽ di chuyển bằng xe máy. Chính vì thế, Chợ Tình ngày nay đã không còn đông đúc và náo nhiệt như xưa.